# 科傑尼采縣

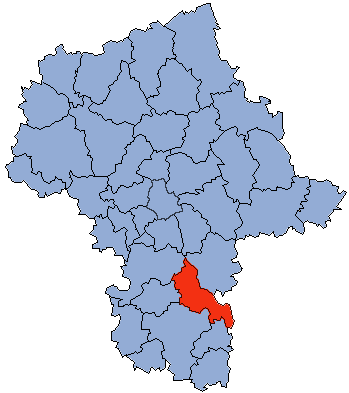

51°35′N 21°34′E / 51.583°N 21.567°E
科傑尼采縣（波蘭語：Powiat kozienicki），是波蘭的縣份，位於該國中東部，由馬佐夫舍省負責管轄，首府設於科傑尼采，面積917平方公里，2006年人口61,614，人口密度每平方公里67人。